# Ausbesserungswerk München-Freimann
Das Ausbesserungswerk (AW) Freimann der Deutschen Reichsbahn, der Deutschen Bundesbahn bzw. der Deutschen Bahn AG an der Lilienthalallee im Münchner Stadtteil Freimann bestand von 1925 bis 1995. Zuletzt wurden dort Elektrolokomotiven und die S-Bahn-Züge der Baureihe 420 instand gehalten. Heute befinden sich auf dem Gelände, zum Teil in den historischen Gebäuden, vielfältige gewerbliche und kulturelle Nutzungen.

## Geschichte
Das Werk wurde 1916 für das neu gegründete Unternehmen Bayerische Geschützwerke Fried. Krupp KG errichtet, an dem außer der Fried. Krupp AG auch andere Rüstungsunternehmen beteiligt waren. Nach dem Ende des Ersten Weltkriegs mussten die Werkseinrichtungen an die Siegermächte abgeliefert werden. Das Unternehmen wurde liquidiert und an einen der ehemaligen Kommanditisten, den Nürnberger Unternehmer Fritz Ludwig Neumeyer verkauft. Aus dieser Zeit stammen die heute noch erhaltenen Hallen 3 und 5, das Kesselhaus und der Wasserturm an der Heidemannstraße, unter dessen heutiger Eternitverkleidung sich immer noch das Krupp-Logo befindet.
In den 1920er Jahren reichte die Kapazität des bisherigen Reichsbahnausbesserungswerks am Münchner Hauptbahnhof, der vormaligen Centralwerkstätte, für die steigende Zahl an auszubessernden Fahrzeugen nicht mehr aus. Die Deutsche Reichsbahn plante daher eine Verlegung des Werks an den Stadtrand von München.
1925 bot die Fritz Neumeyer AG München-Freimann aufgrund der schlechten wirtschaftlichen Lage ihr Werksgelände in Freimann zum Verkauf an. Die Deutsche Reichsbahn erwarb die leer stehende Liegenschaft und baute die Hallen ab 1926 für die Nutzung als Ausbesserungswerk um. Am 8. Oktober 1927 nahm die Deutsche Reichsbahn das Reichsbahn-Ausbesserungswerk München in Freimann in Betrieb. Seit 1930 trug es die Bezeichnung Reichsbahn-Ausbesserungswerk München-Freimann. Von 1927 bis 1931 wurde die Ausbesserung von Güterwagen und Dampflokomotiven aus dem bisherigen Ausbesserungswerk nach Freimann verlegt. Ebenso übernahm das Ausbesserungswerk Freimann die Unterhaltung von Elektrolokomotiven von der Nebenwerkstätte am Bw München Hbf. Die bisherige Nebenwerkstätte wurde dem RAW Freimann zum 1. Mai 1934 als Betriebsabteilung unterstellt. Die gesamte Fläche des Freimanner Werks betrug 363 Hektar. Das Gelände wird begrenzt durch die Völckerstraße, die Maria-Probst-Straße, die Heidemannstraße und die Eisenbahnstrecke Münchner Nordring.

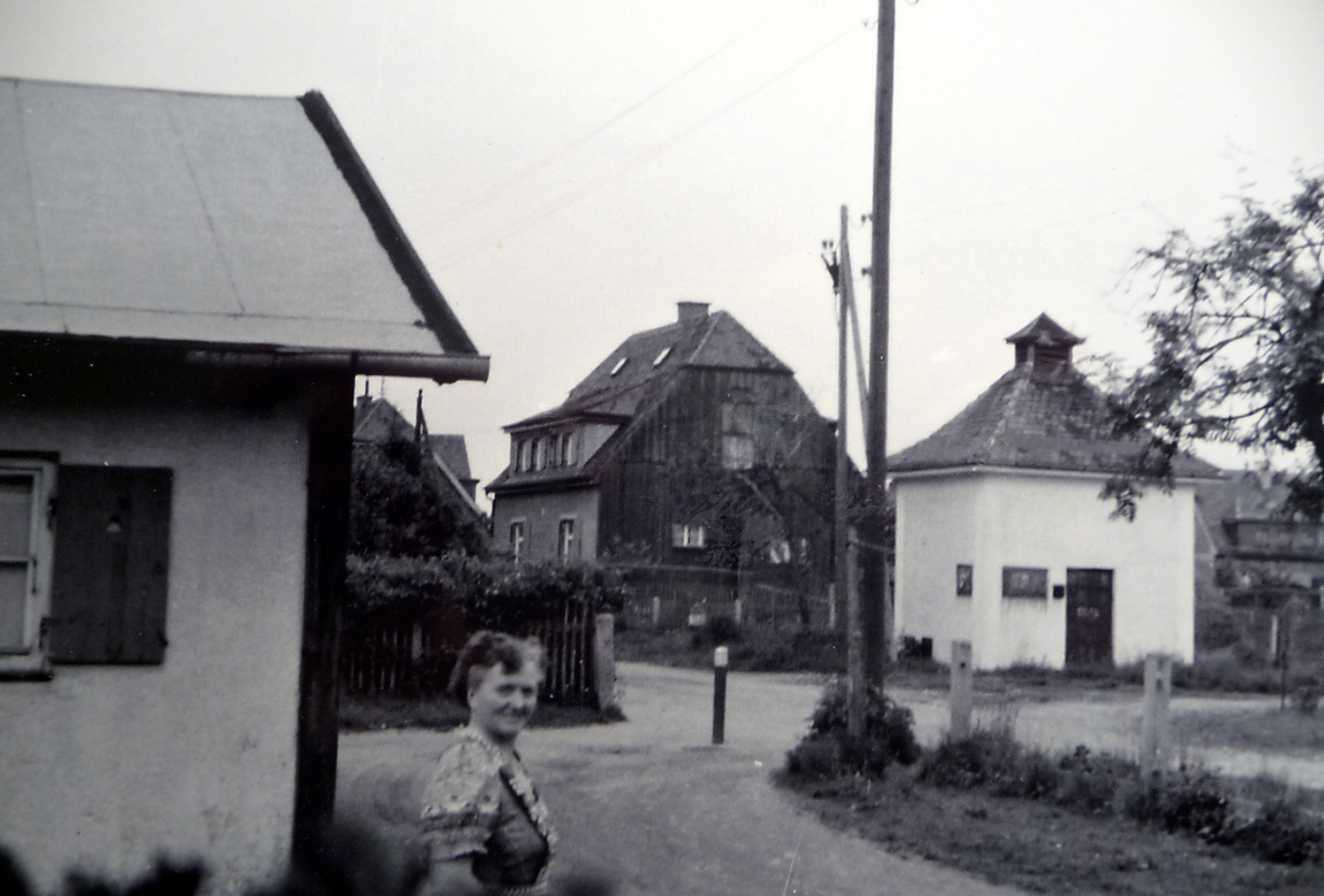
Blick auf die ehemalige Siedlung Nord, Reuschstraße in München-Freimann; Die Bebauung entstand ursprünglich 1922–1923 für die Fritz Neumeyer AG München-Freimann und wurde nach deren Übernahme durch die Deutsche Reichsbahn 1925 als Arbeitersiedlung des Ausbesserungswerks genutzt. Nach dem Abriss in den 1980er Jahren ist nur das Trafo-Häuschen (rechts) erhalten.

Für die Beschäftigten wurden zusätzlich zu den bereits zwischen Juli 1922 und April 1923 durch die Fritz Neumeyer AG München-Freimann erstellten Häusern in drei Bauabschnitten (1928–1931, 1936–1939 und 1950–1972) zahlreiche weitere Wohnungen nahe dem Gelände gebaut.
In der Blütezeit des Ausbesserungswerks zwischen 1932 und 1940 wurden Dampflokomotiven (2902 Stück), Elektrolokomotiven (2351 Stück), elektrische Oberleitungstriebwagen (672 Stück), Güterwagen (74.635 Stück) und Straßenfahrzeuge (1.607 Stück) untersucht. 
Im Zuge der von den Nationalsozialisten geplanten umfassenden Umgestaltung der Münchner Bahnanlagen wurden Werkstattkapazitäten an den Stadtrand verlegt. Im Freimanner Werk wurde bis 1941/1942 die 36.680 m² große Halle 24 als größte Halle Süddeutschlands errichtet.
Im Zweiten Weltkrieg wurden auch Fahrzeuge aus den vom Deutschen Reich besetzten Ländern ausgebessert. Da kriegsbedingt zahlreiche männliche Fachkräfte zur Wehrmacht eingezogen oder zu anderen Dienststellen abgeordnet worden waren, wurden sie durch Frauen, Fremdarbeiter und KZ-Häftlinge ersetzt. Ab Juni 1940 erlitt das Ausbesserungswerk schwere Bombenschäden. Dadurch ergaben sich erschwerte Arbeitsbedingungen in den Jahren bis 1945 und in der Nachkriegszeit. Teilweise musste in dachlosen Hallen unter freiem Himmel gearbeitet werden. Die Beseitigung der Kriegsschäden dauerte bis 1955.
Das Ausbesserungswerk Freimann war bis 1957 bundesweit das einzige für den Unterhalt von Elektrotriebwagen und Elektrolokomotiven. Bis zur Schließung 1995 war das Ausbesserungswerk Freimann das einzige, in dem alle Elektrolokomotiven und Elektrotriebwagen betreut werden konnten. Erst ab 1959 übernahm das Ausbesserungswerk Opladen schrittweise die Betreuung der zunehmenden Anzahl der Neubaulokomotiven, die im norddeutschen Raum eingesetzt waren.
Ende 1953 wurde die Ausbesserung von Dampflokomotiven aufgegeben, 1961 wurden die letzten Güterwagen umgebaut. Mit dem Aufbau des Münchner S-Bahn-Systems zu den Olympischen Spielen 1972 wurden die Fahrzeuge der Baureihe 420 dem Ausbesserungswerk zugeordnet. 1975 wurde der Rollenprüfstand München-Freimann eingerichtet, der vom Bundesforschungsministerium gefördert wurde. 1979 wurde in Freimann die erste Drehstromlokomotive der Baureihe 120 abgenommen. 1985 wurden die Triebköpfe des ICE-Vorläuferzugs InterCityExperimental in Betrieb genommen. 1995 wurde das Ausbesserungswerk geschlossen.

## Baureihen, die in Freimann ausgebessert wurden

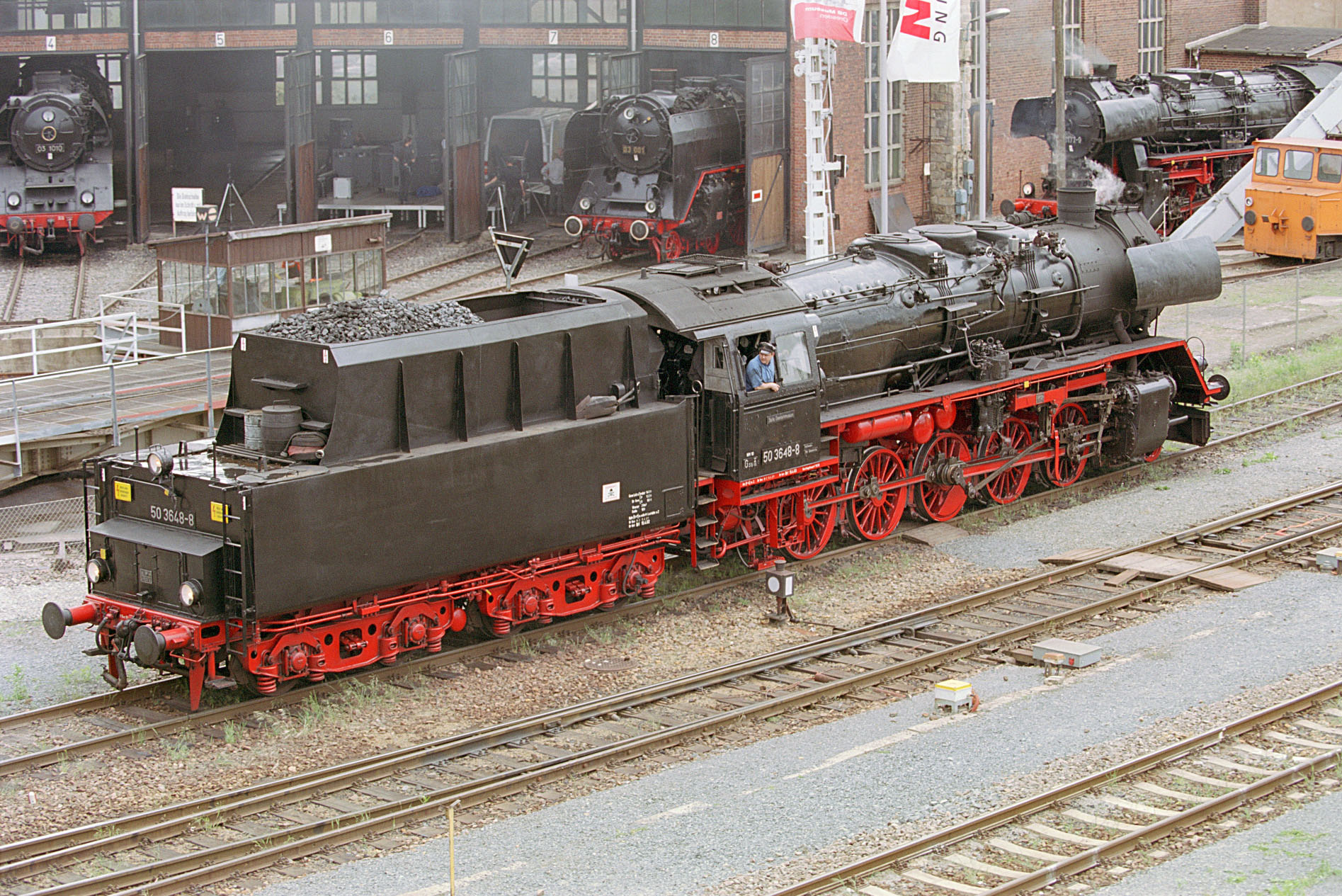
BR 50
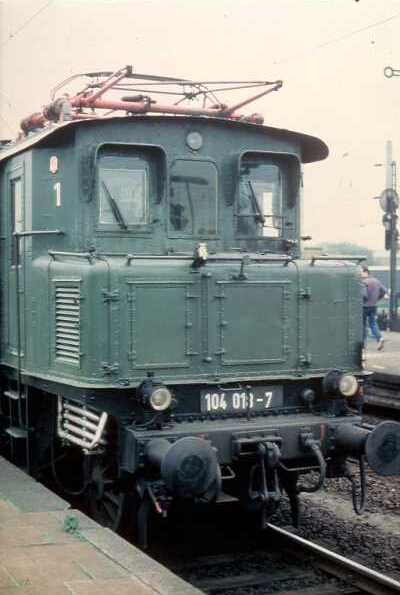
E 04
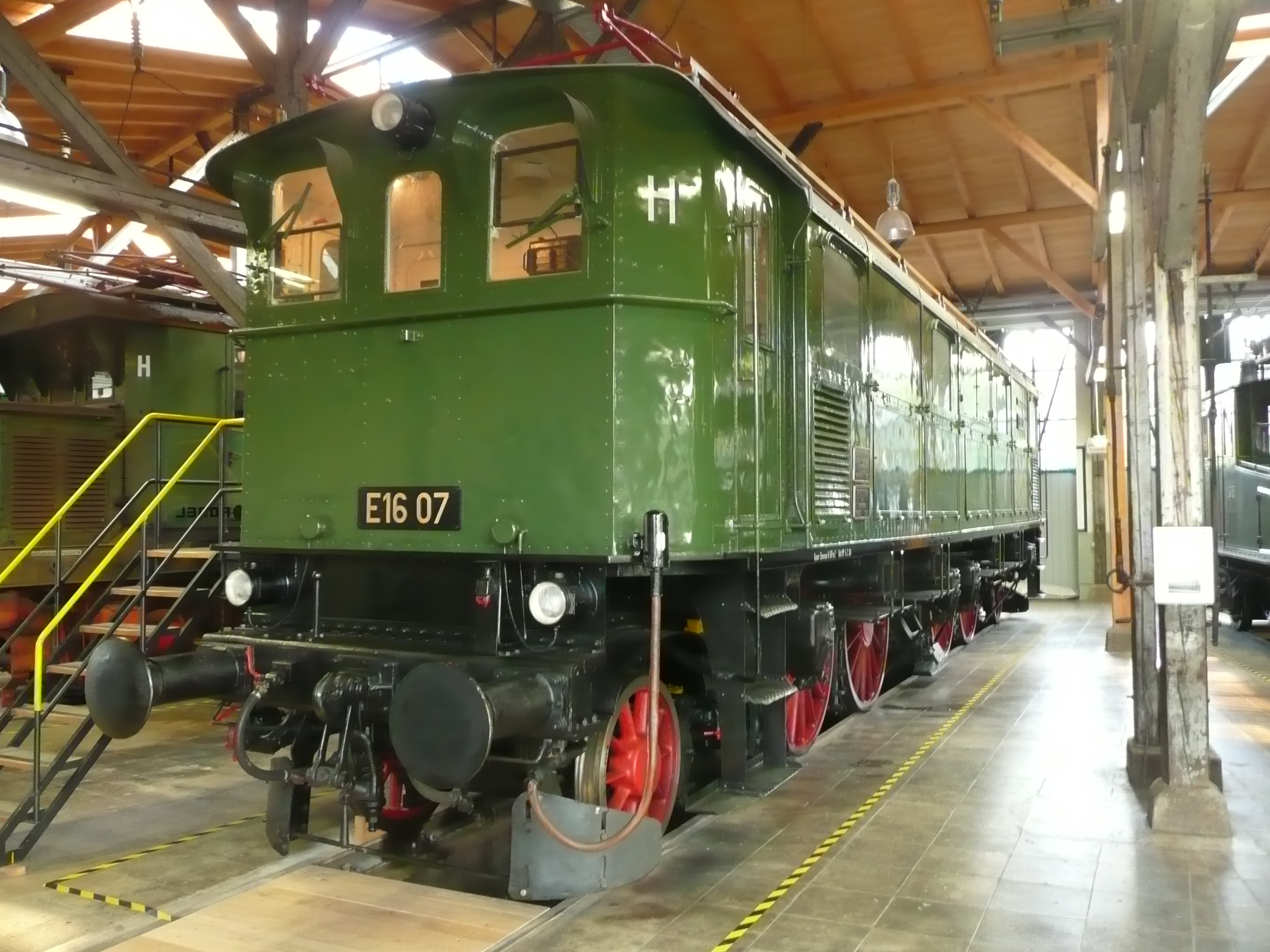
E 16
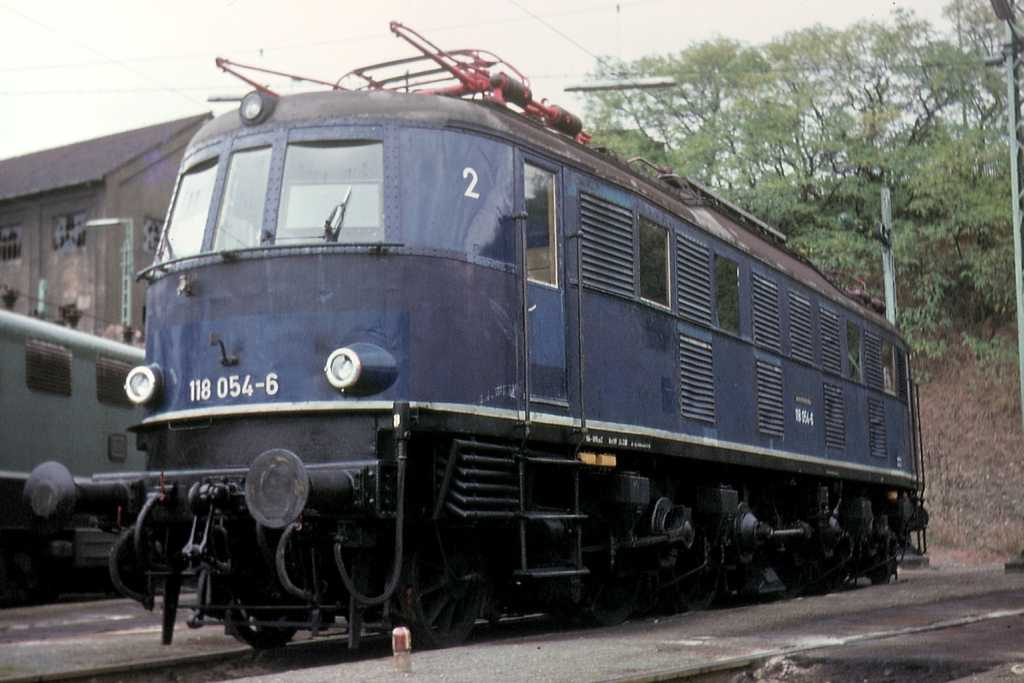
E 18
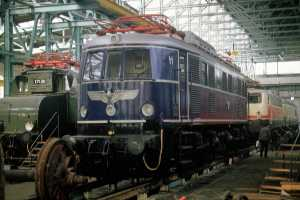
E 19
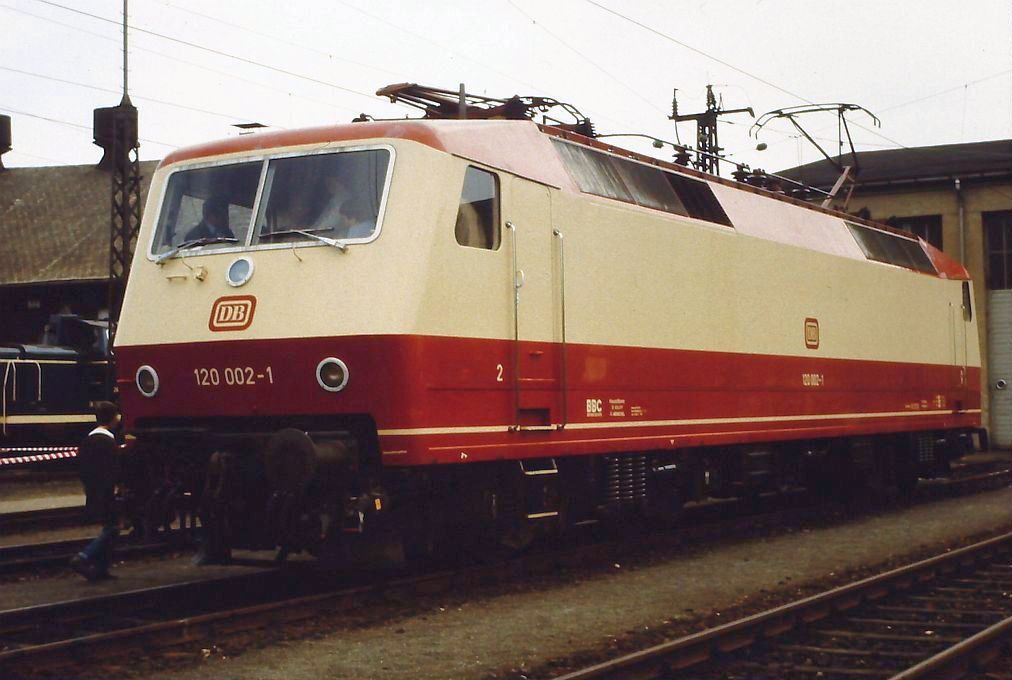
BR 120.0
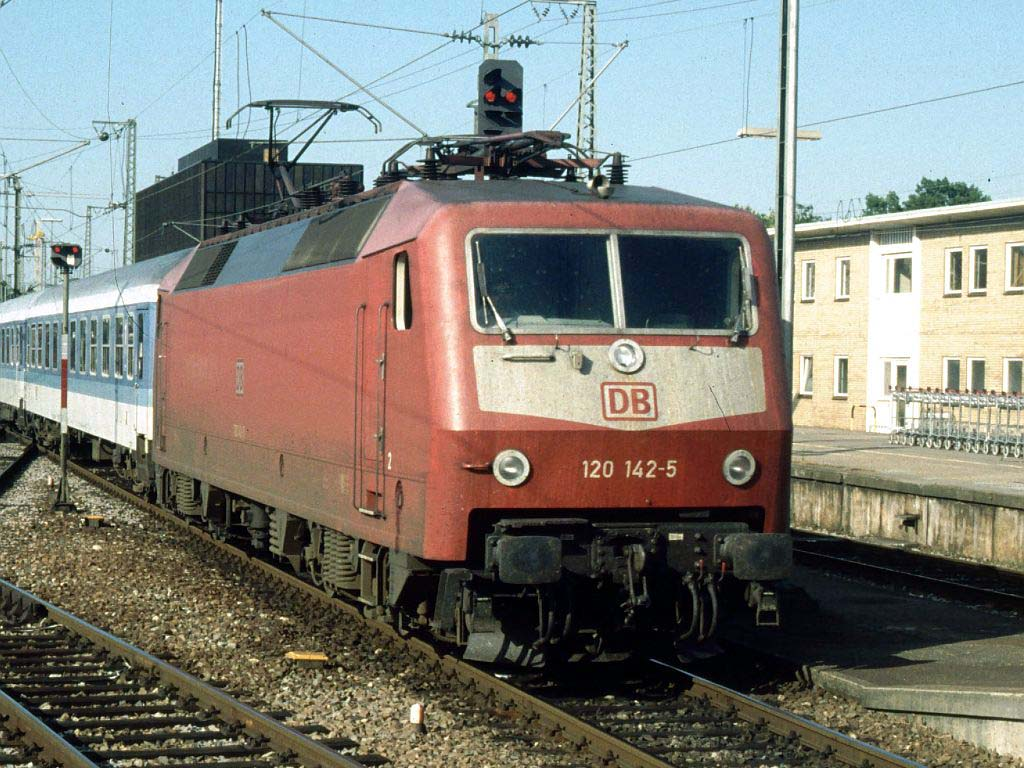
BR 120.1
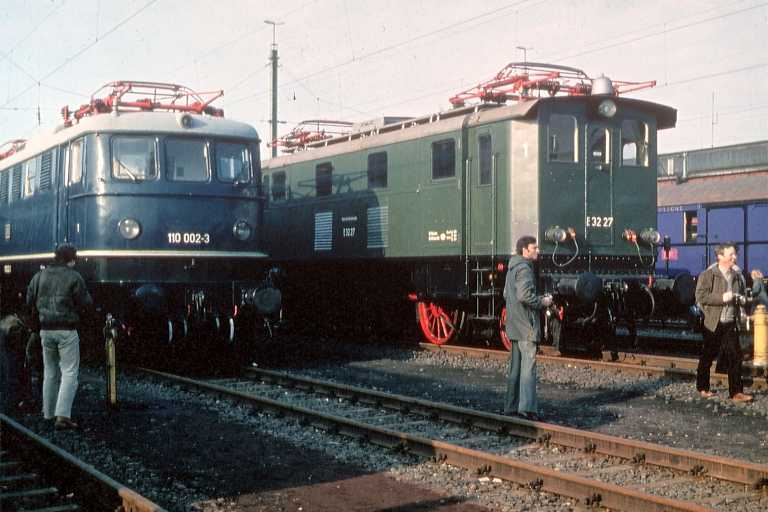
E 32
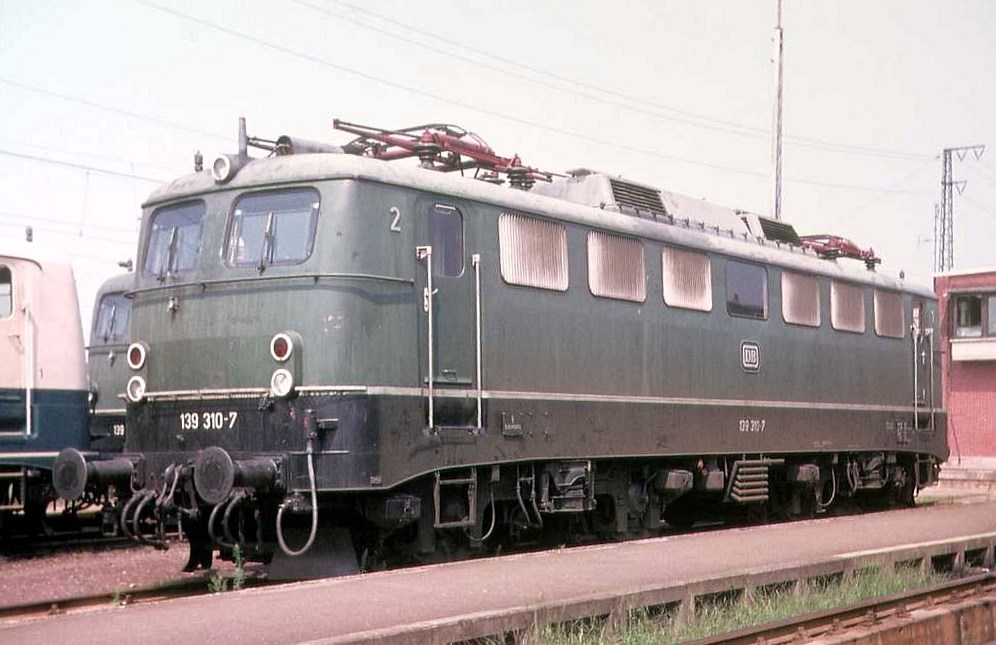
BR 139
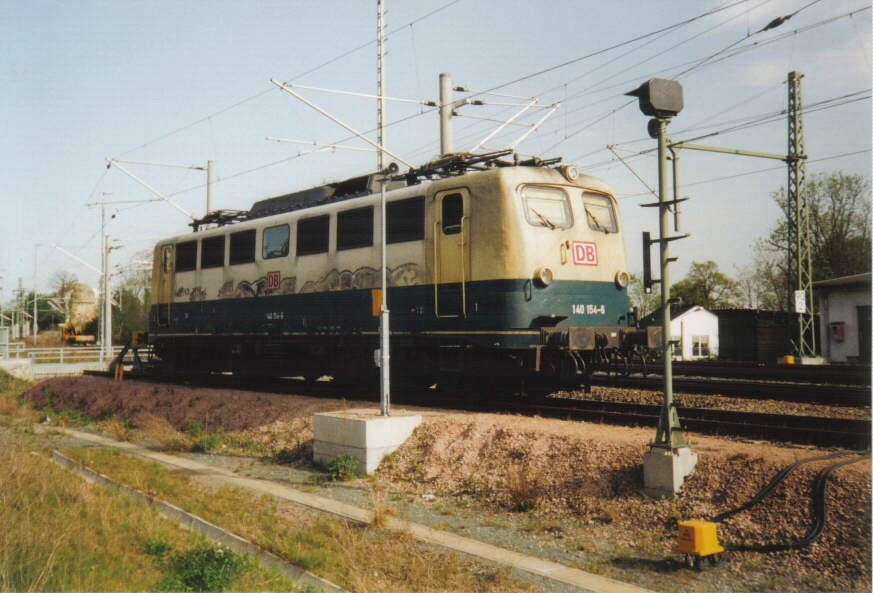
BR 140
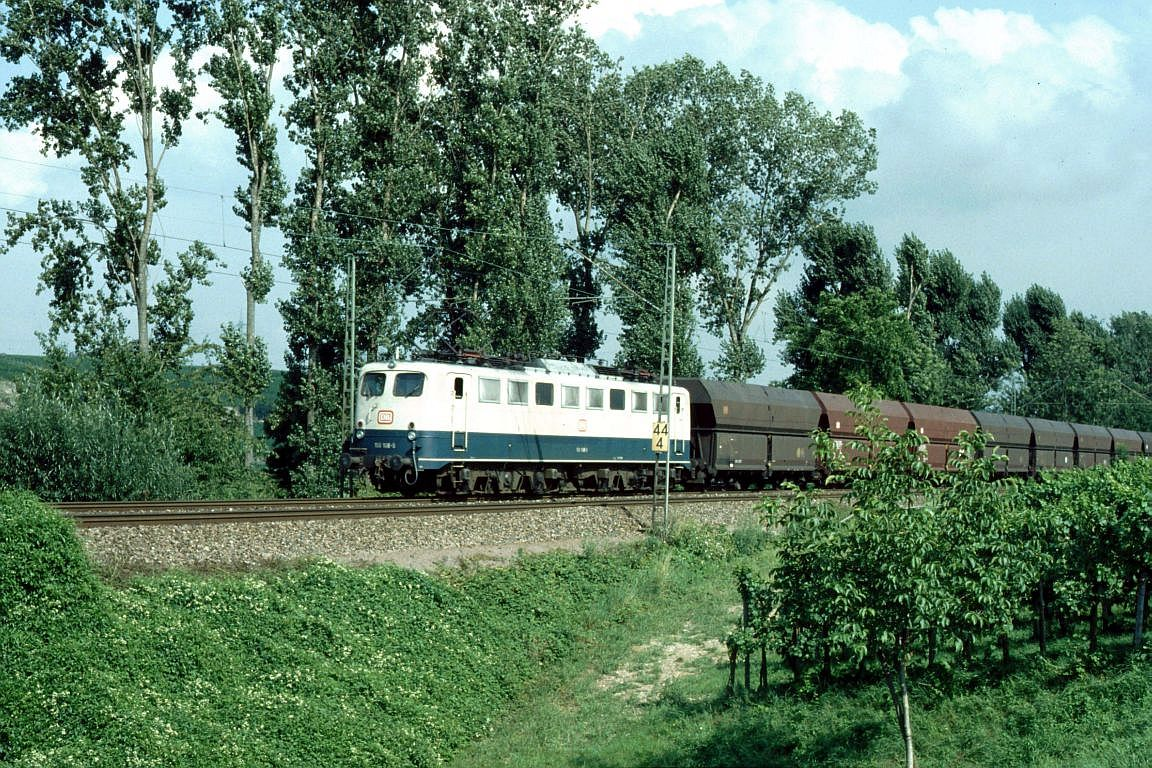
BR 150
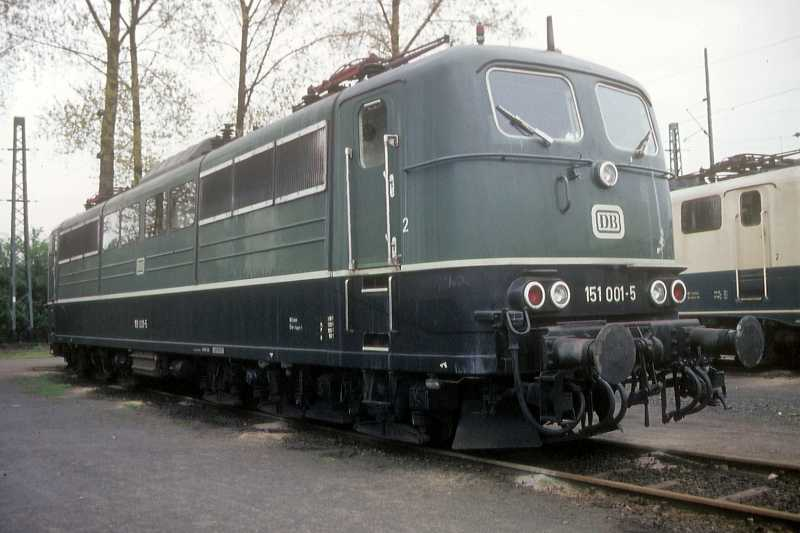
BR 151
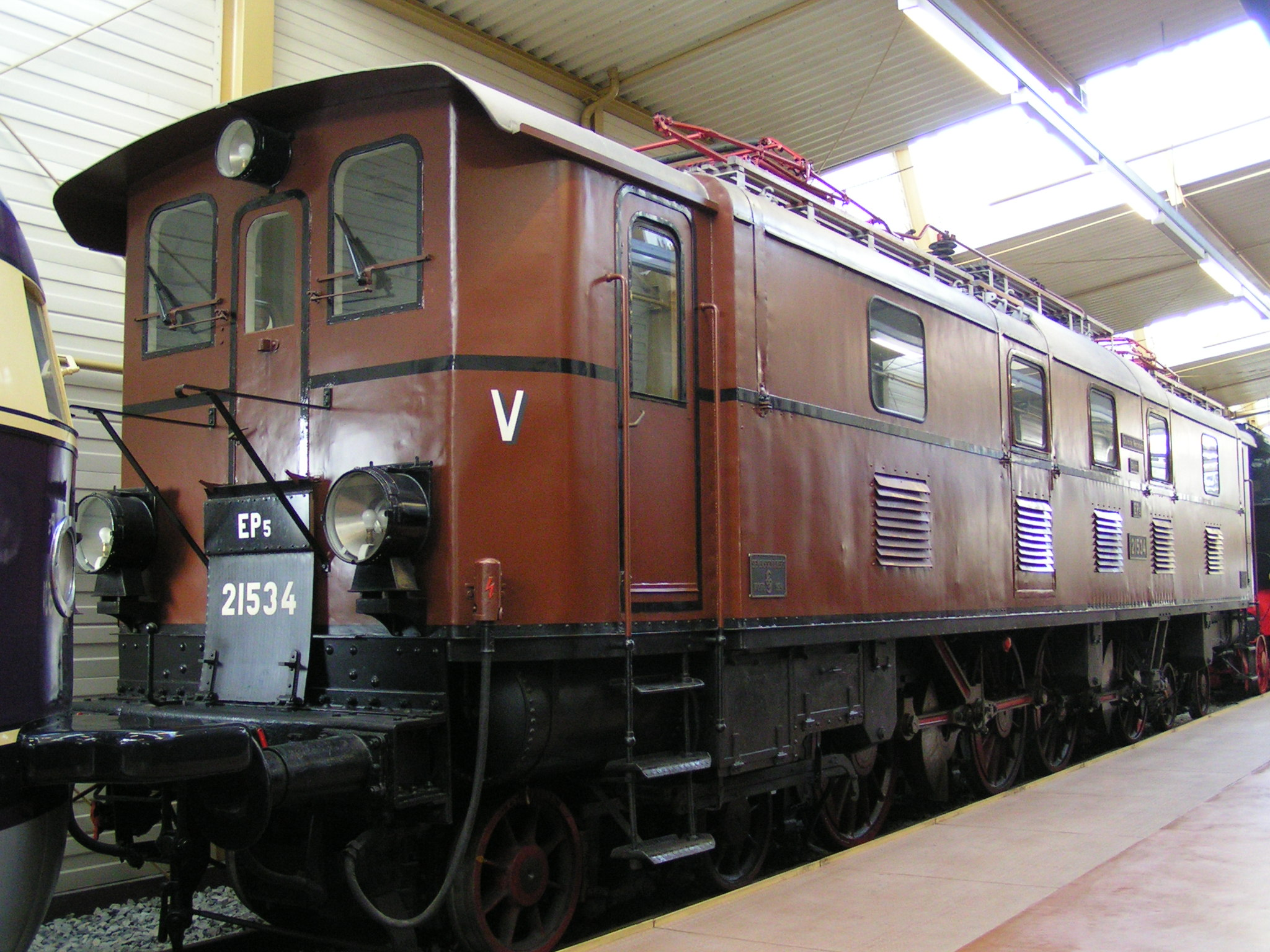
E 52
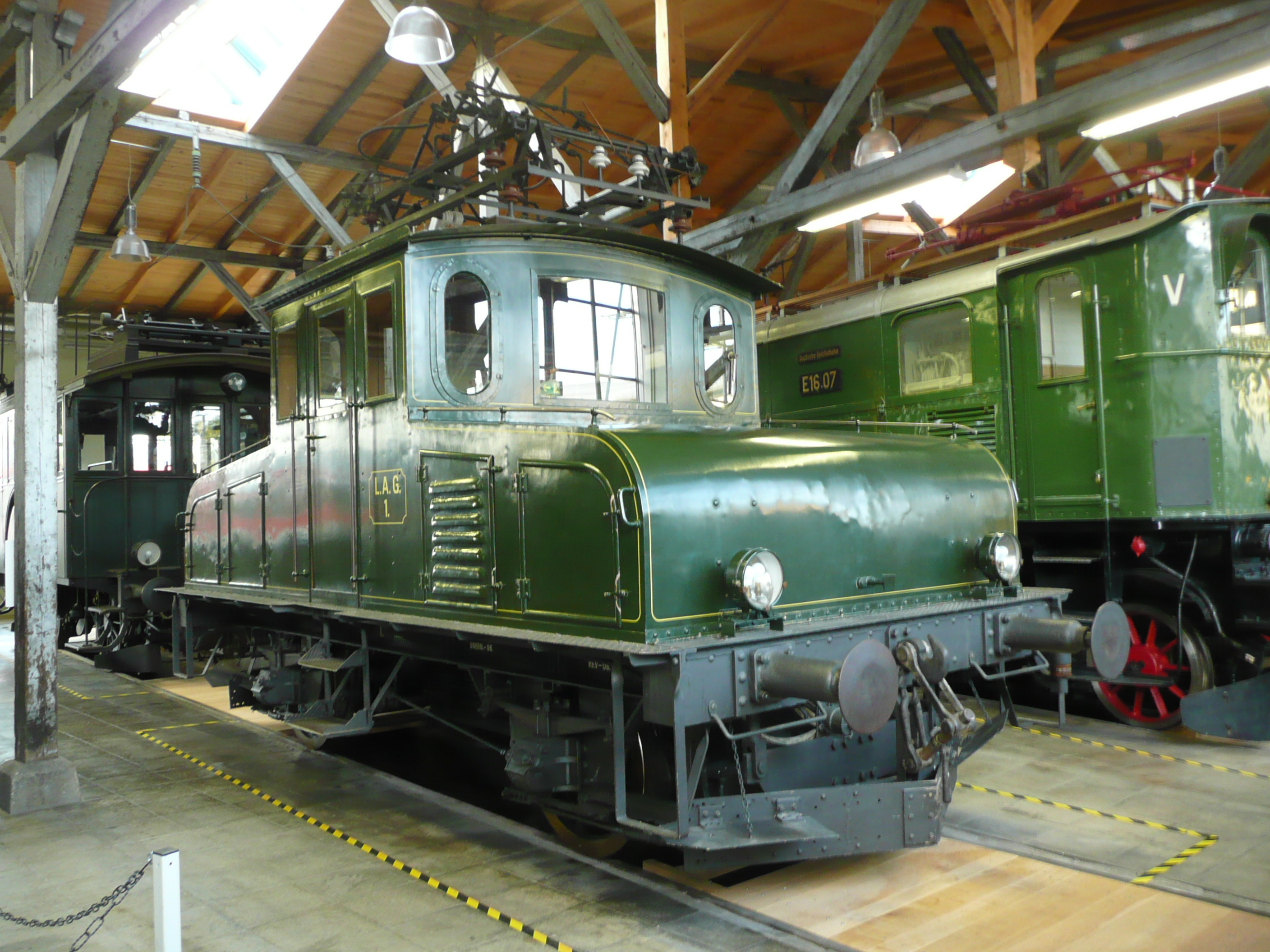
E 69 01
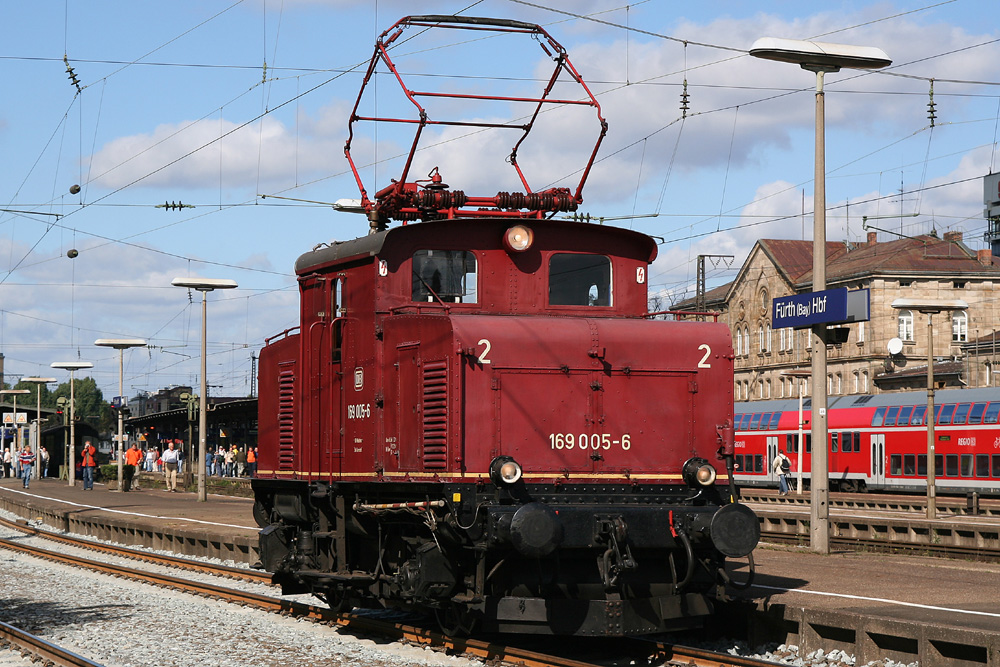
E 69 05
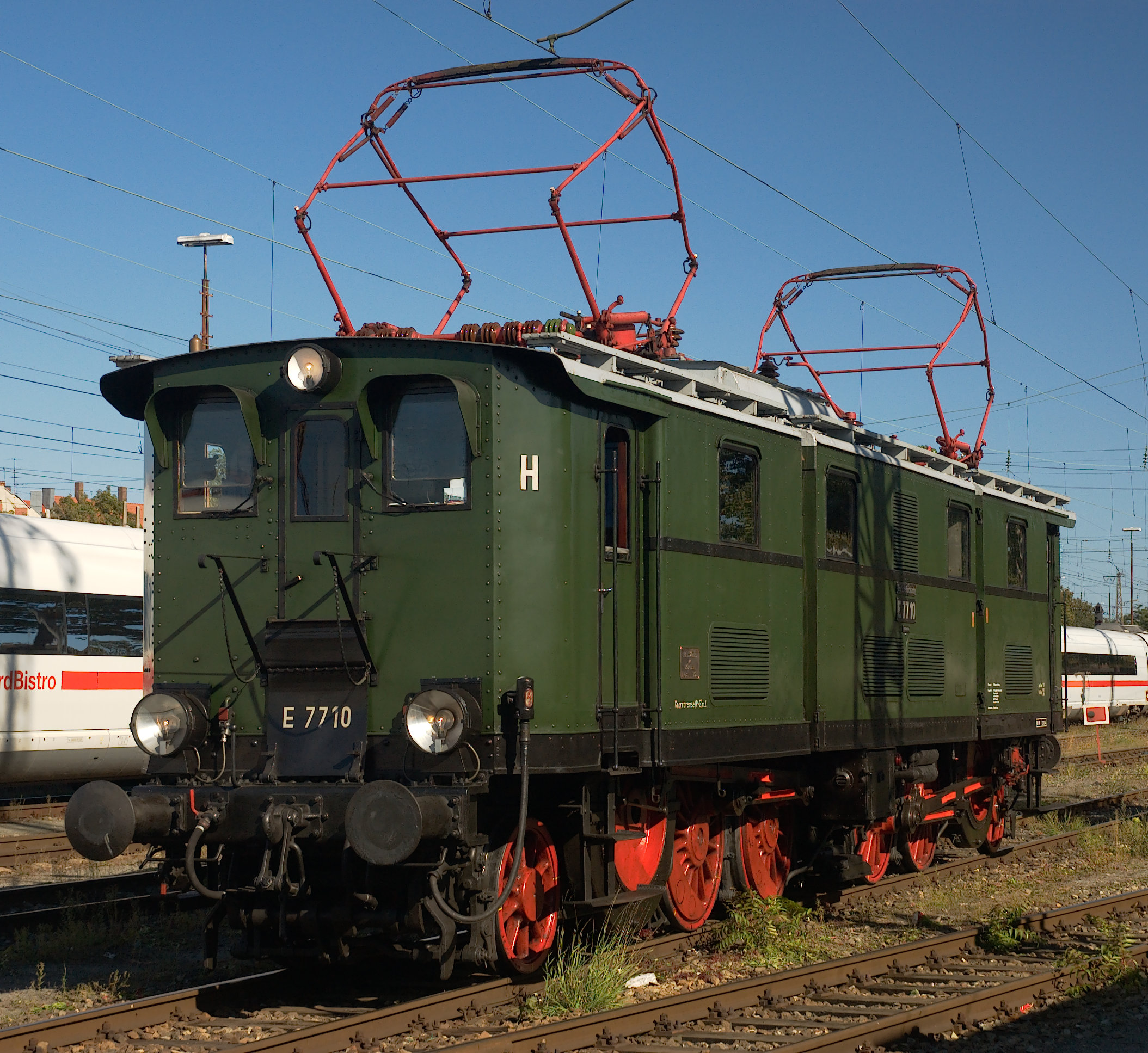
E 77
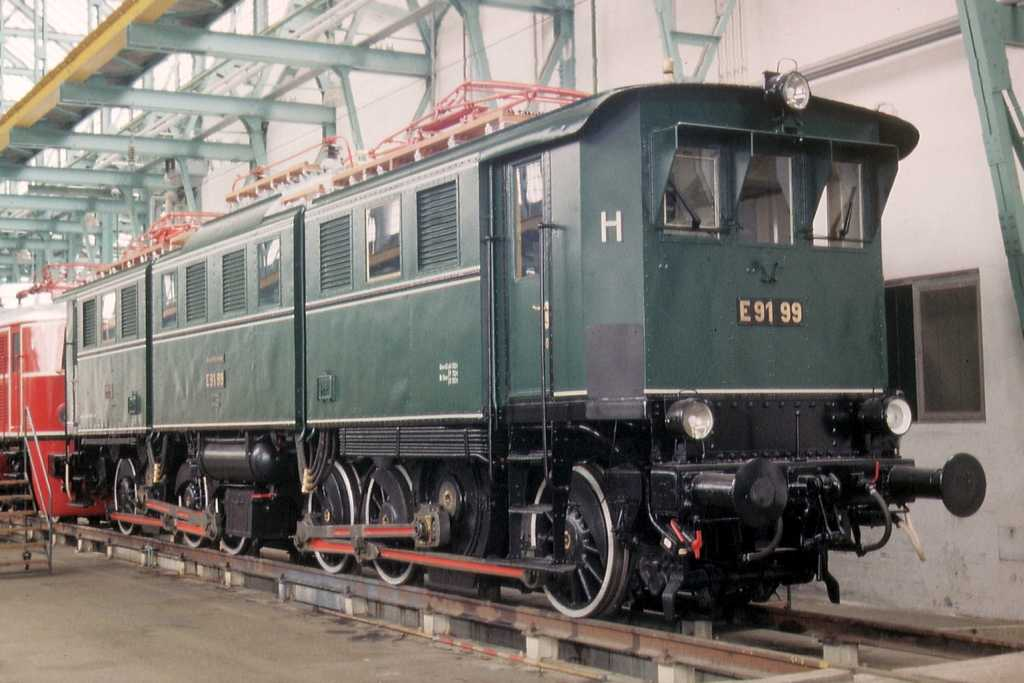
E 91
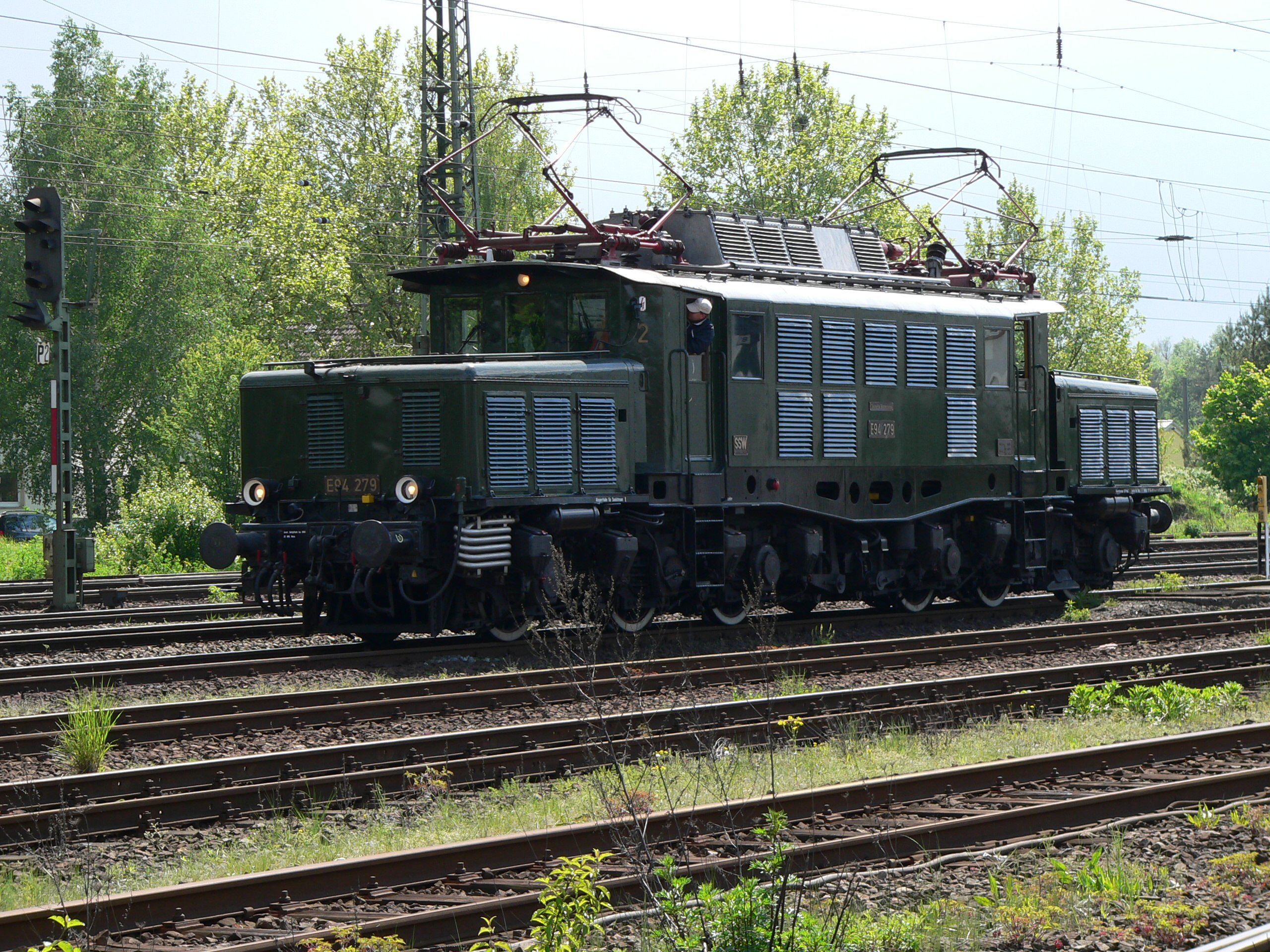
E 94
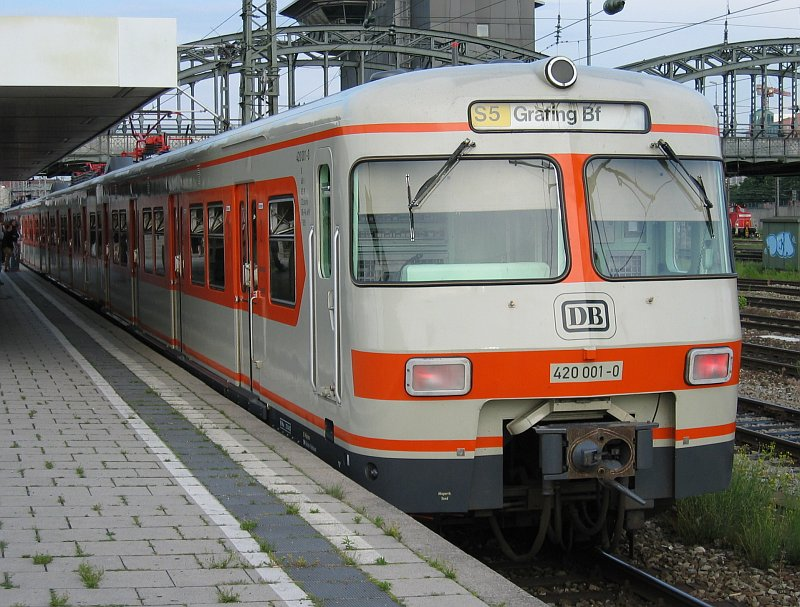
BR 420

## AW Freimann heute
Der Wasserturm (Gebäude 17) von 1918/19, Halle 5 (heute Zenith-Halle) von 1916 und Halle 24 von 1938–41 bzw. 1940–42 stehen heute unter Denkmalschutz. Die Halle 3 wurde nach langem Erhalt als Auslieferungslager von BMW zwischen 2019 und 2020 von BMW abgerissen und durch einen Neubau (dem BMW Campus) ersetzt. Ein kleiner Teil der Halle 3 ist noch durch den ESV München-Freimann, als Vereinsgebäude, erhalten geblieben. Vom jetzigen BMW-Motorradhändler aus kann man noch einen kleinen Teil der ehemaligen Überfahrbrücke zum alten BMW-Auslieferungslager (ehm. Krupp Halle 3) erkennen. Der Gebäudeteil der Versuchsanstalt (VersA) wurde erweitert und beherbergt jetzt den Münchner Standort der DB Systemtechnik.
In nord-südlicher Richtung wurde auf dem Gelände die öffentliche Lilienthalallee angelegt. Zahlreiche Hallen und Geländebereiche wurden vermietet. Im nordöstlichen Bereich befindet sich das MOC Veranstaltungscenter München.
Im August 2014 genehmigte der Stadtrat den Bebauungsplan für die Nutzungsänderung der Lokrichthalle 24 und die Neubebauung der Gleisflächen. Im nördlichen Teil der Lokrichthalle eröffnete am 7. April 2017 ein Baumarkt von Bauhaus. Im südlichen Teil begann Mitte 2015 der Betreiber des Oldtimer- und Sportwagenzentrums Motorworld mit ersten Arbeiten an der Fassadenverglasung. Die Baukosten betragen 85 Millionen Euro. Die Eröffnung erfolgte im Mai 2021. Auf dem südlich davor gelegenen Freigelände soll ein „Campus Freimann“ entstehen.
Die Halle der ehemaligen Lehrlingswerkstätte wurde nachträglich unter Denkmalschutz gestellt. Die Planung für das Areal wird dadurch erschwert, dass der Abriss dieses Gebäudes Teil des ursprünglichen Bebauungsplans ist und dass in diesem Bereich unter Artenschutz stehende Zauneidechsen leben.

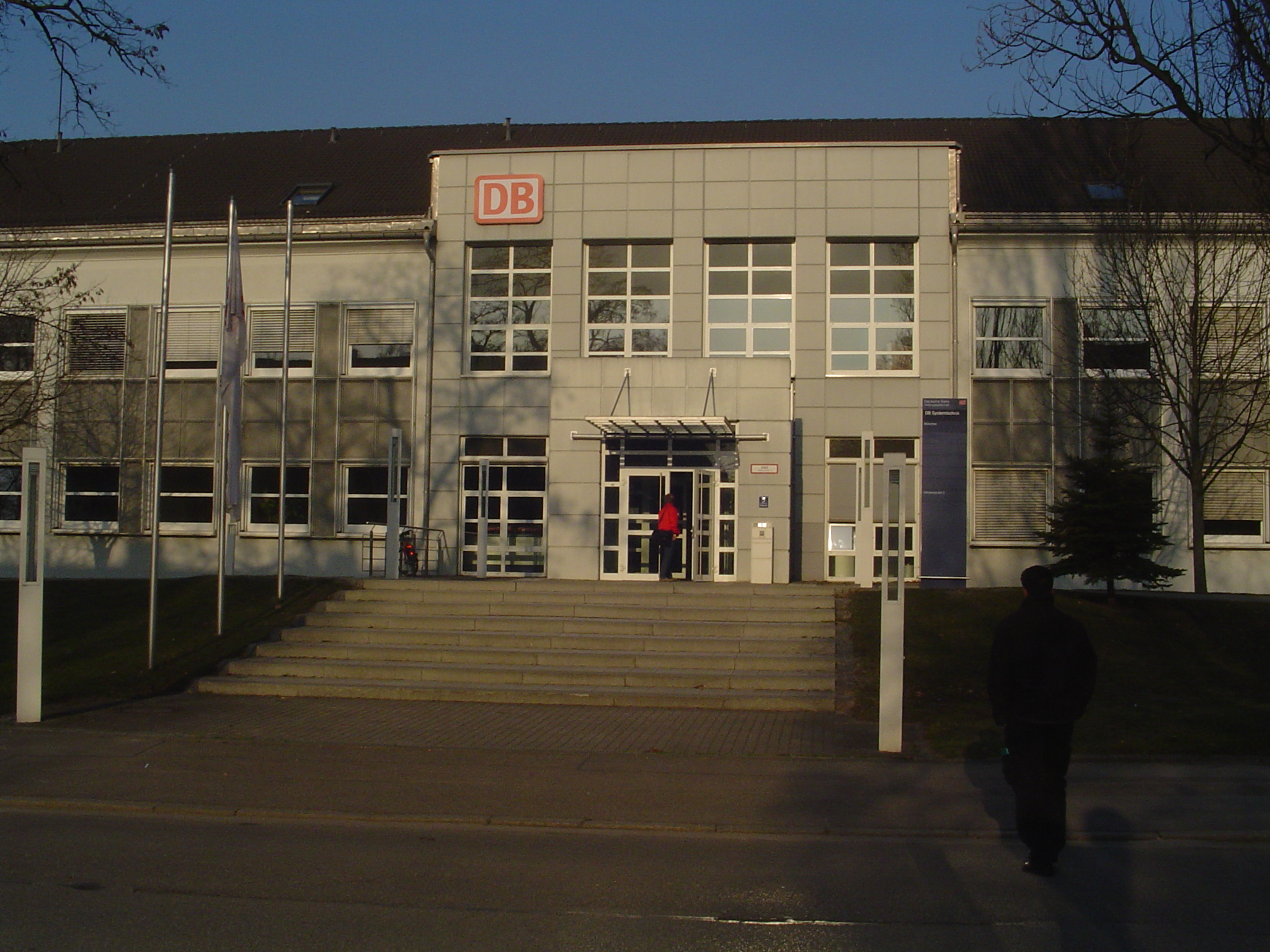
DB Systemtechnik
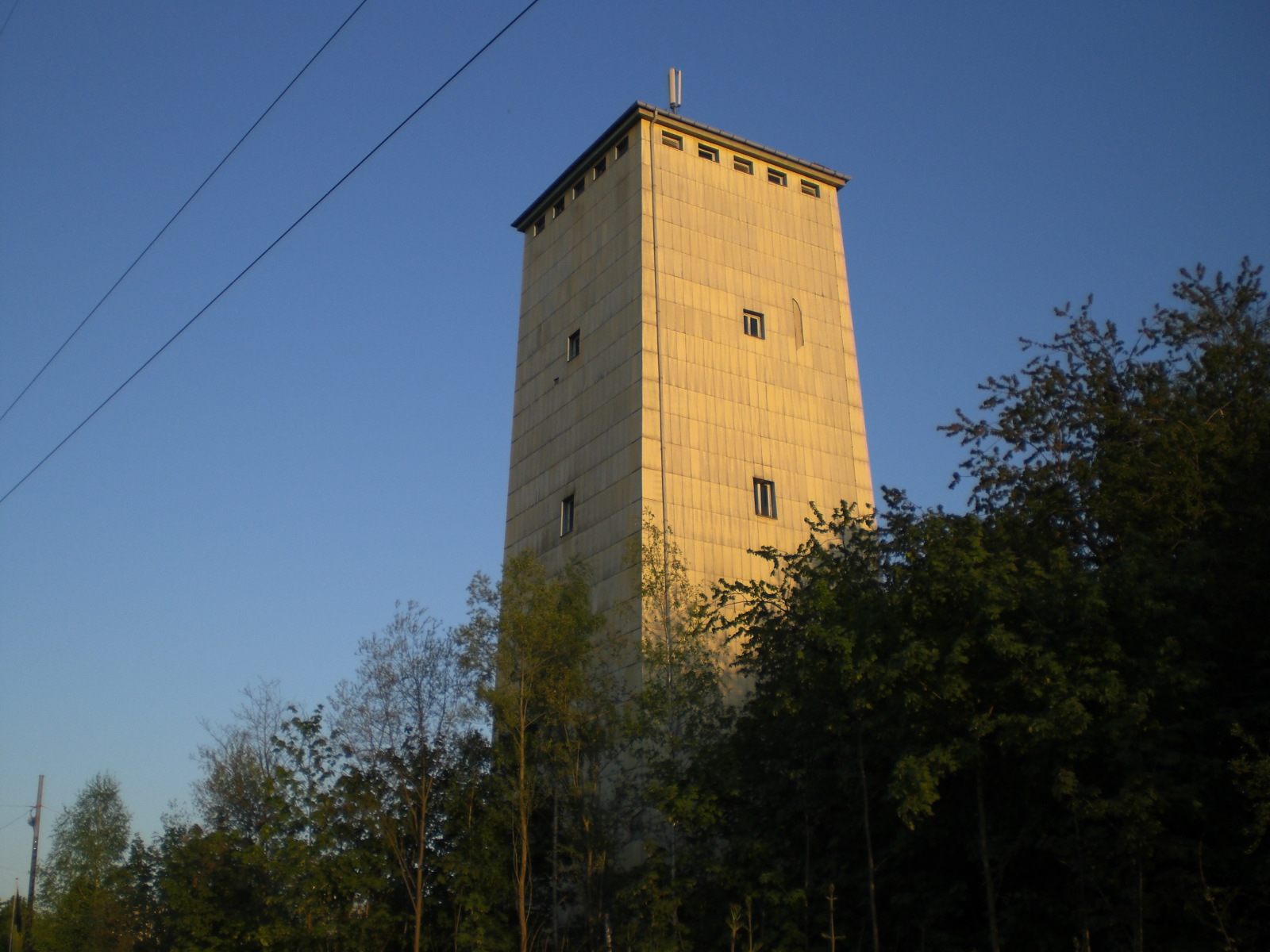
Wasserturm (Gebäude 17)
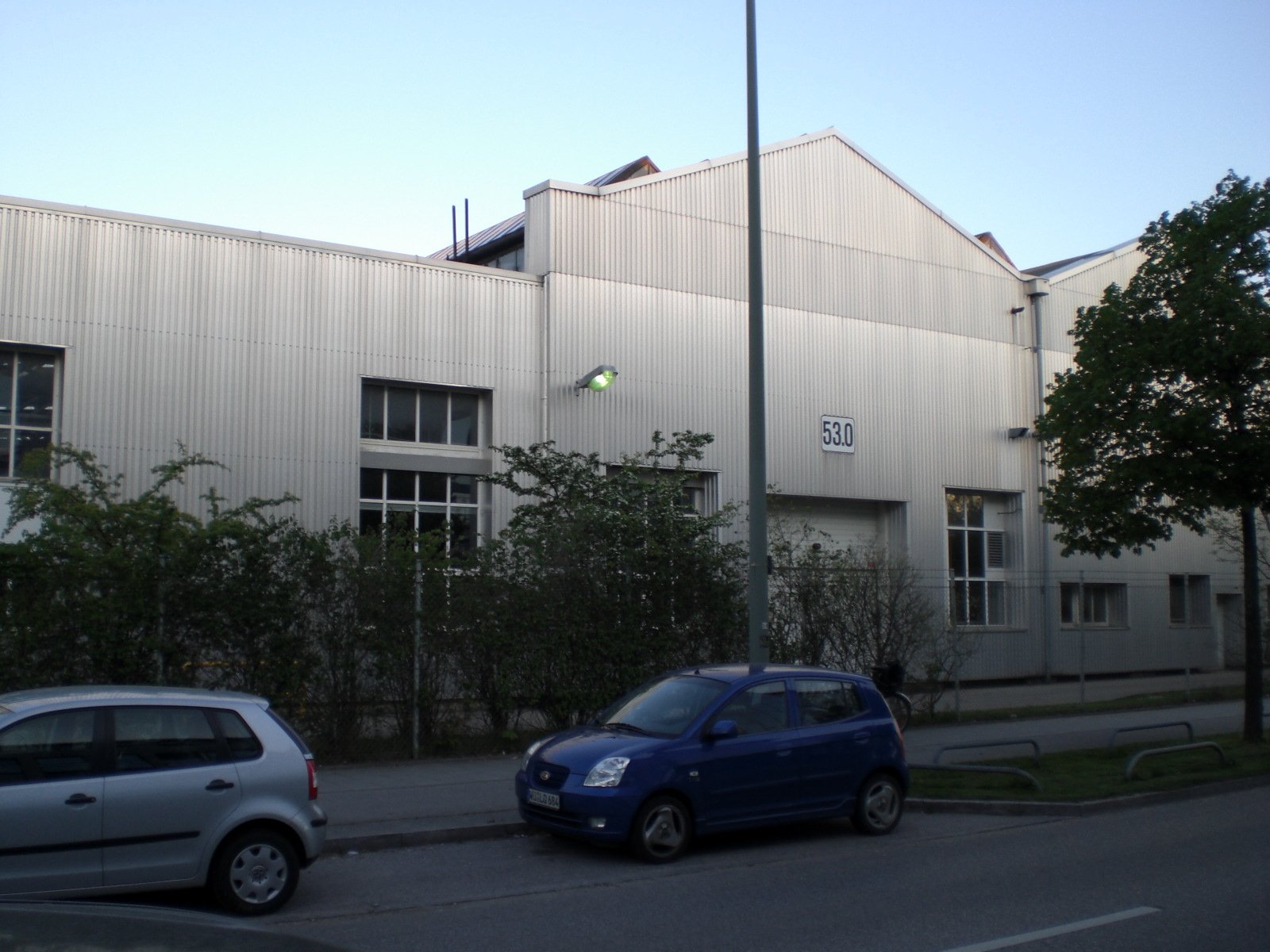
Halle 3
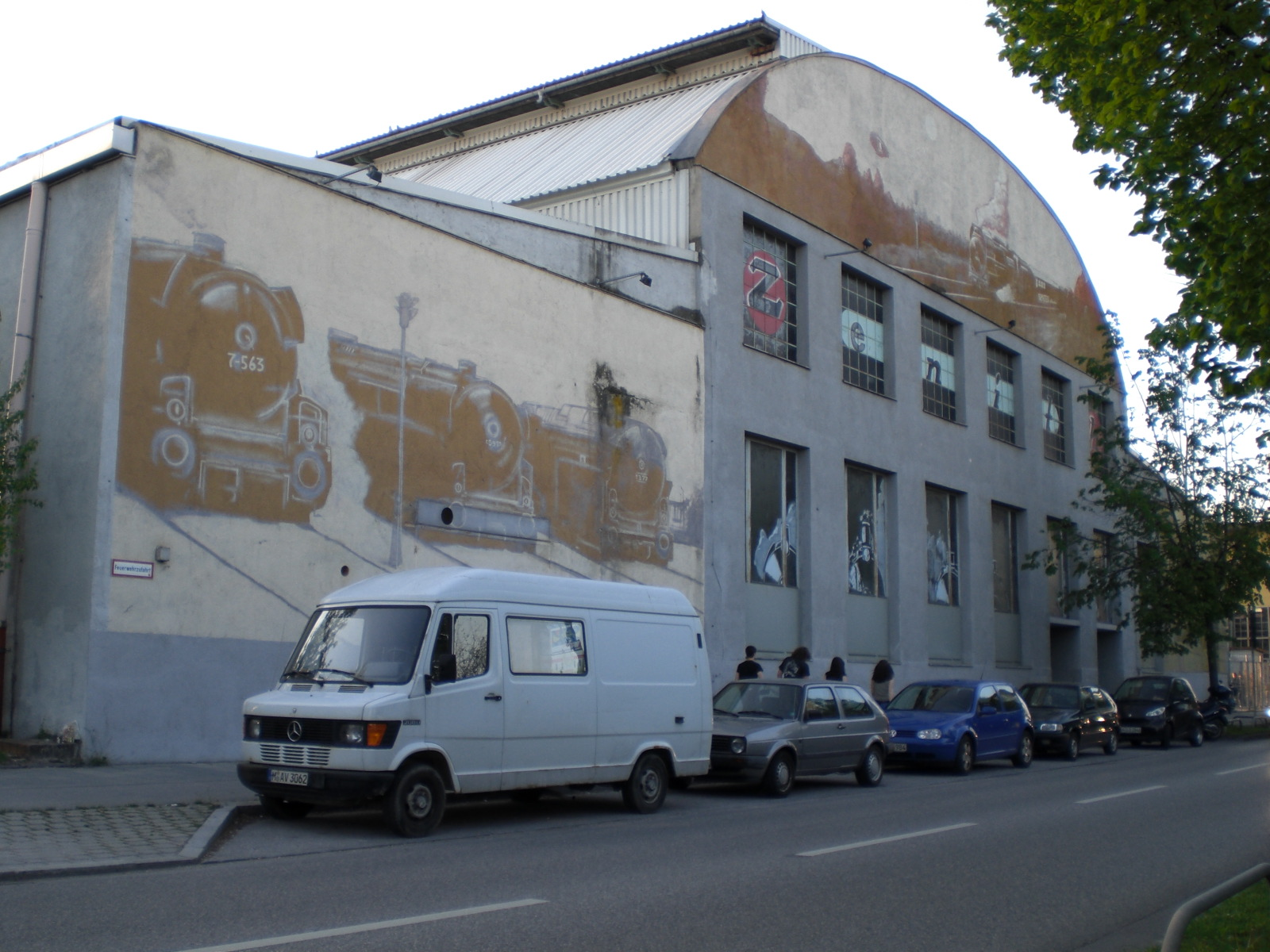
Halle 5 (Zenith)
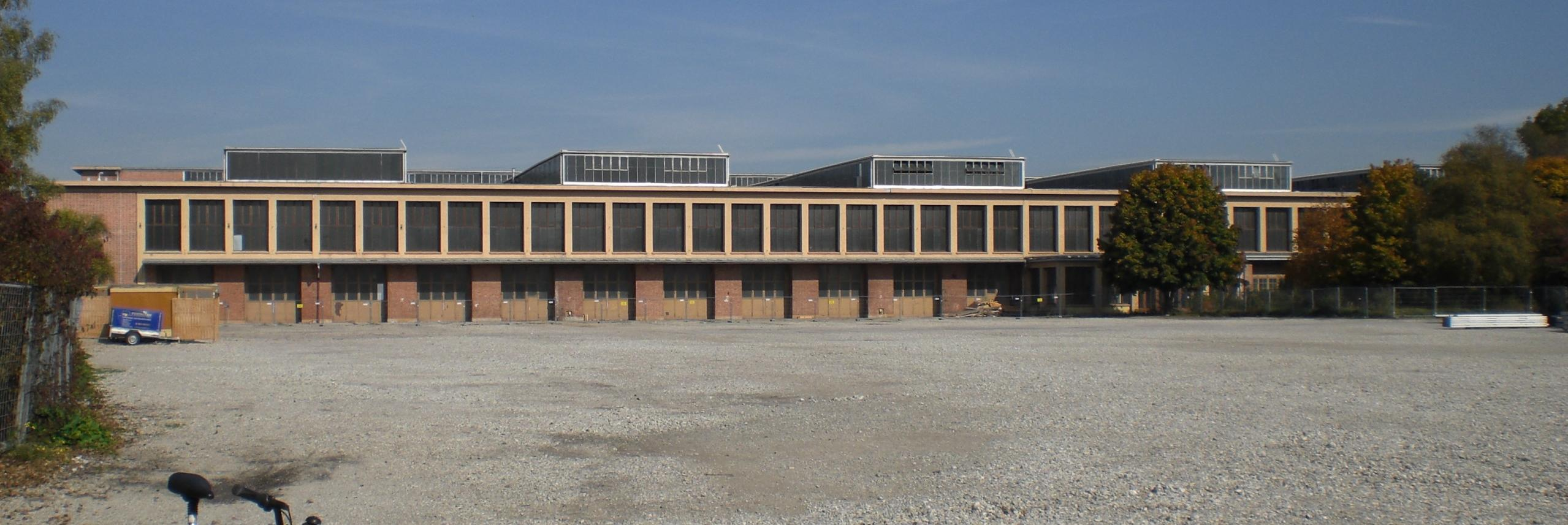
Halle 24 (Einfahrtstore)
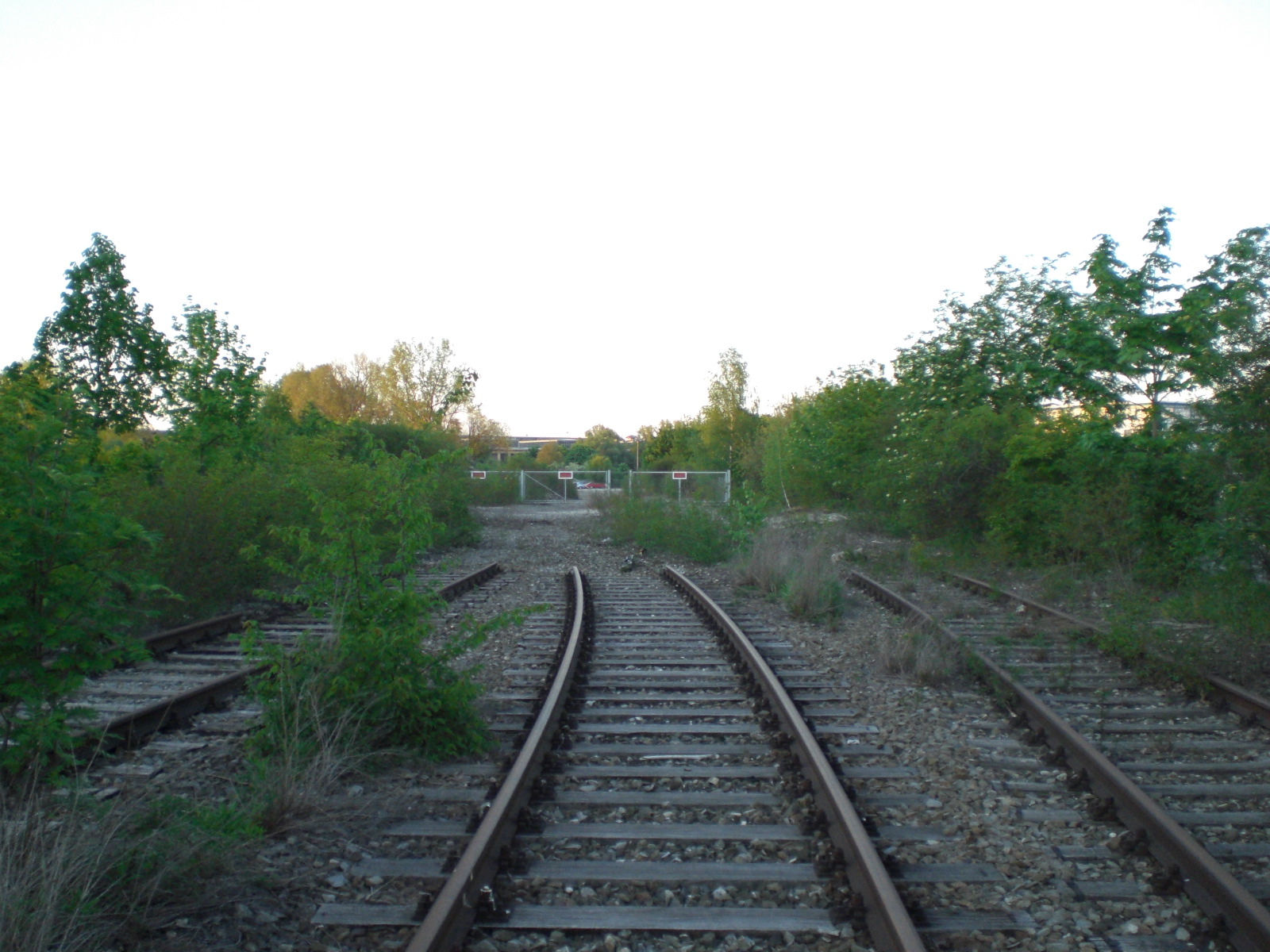
Halle 24 Einfahrt
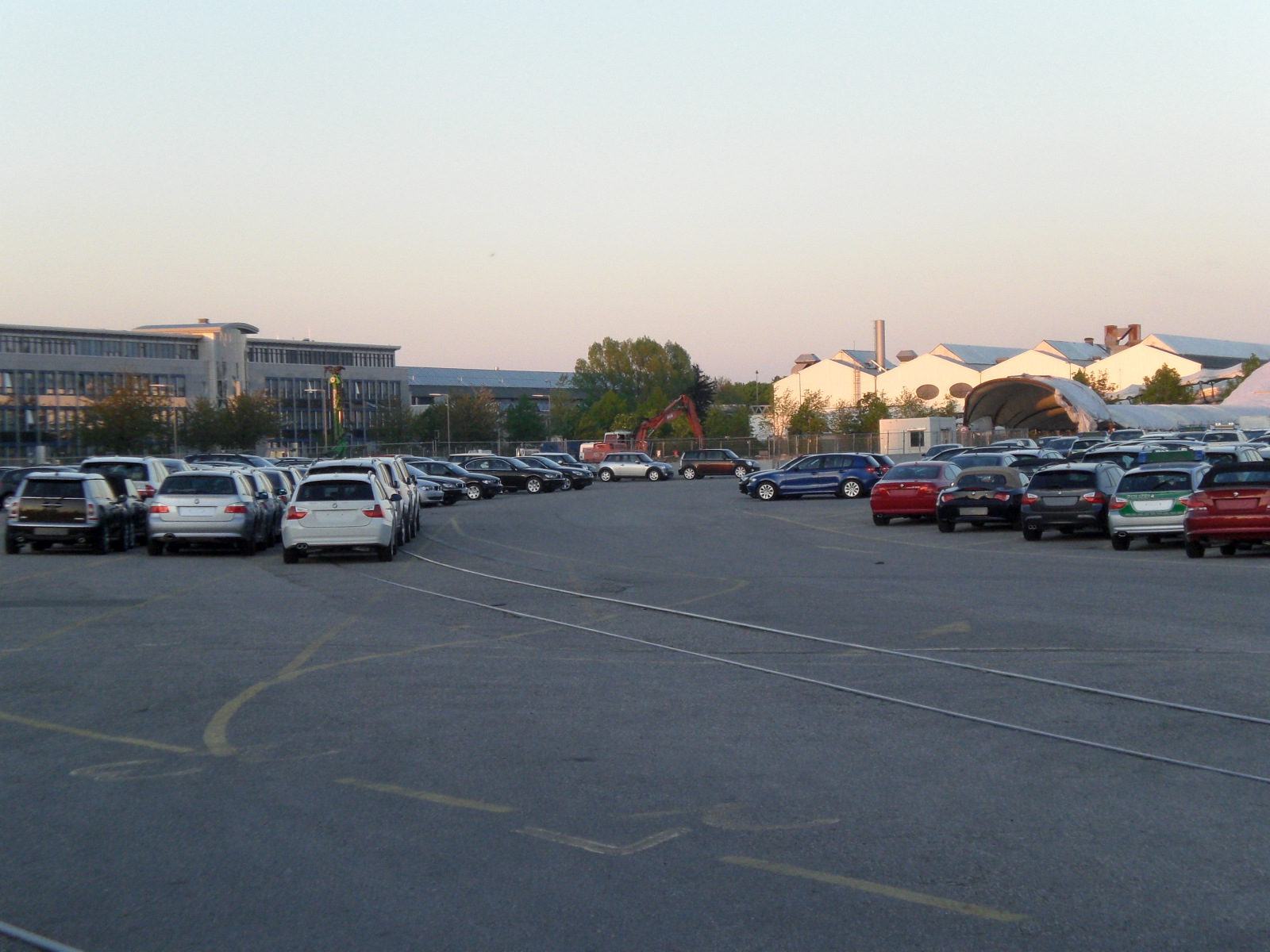
Halle 24 Vorfeld
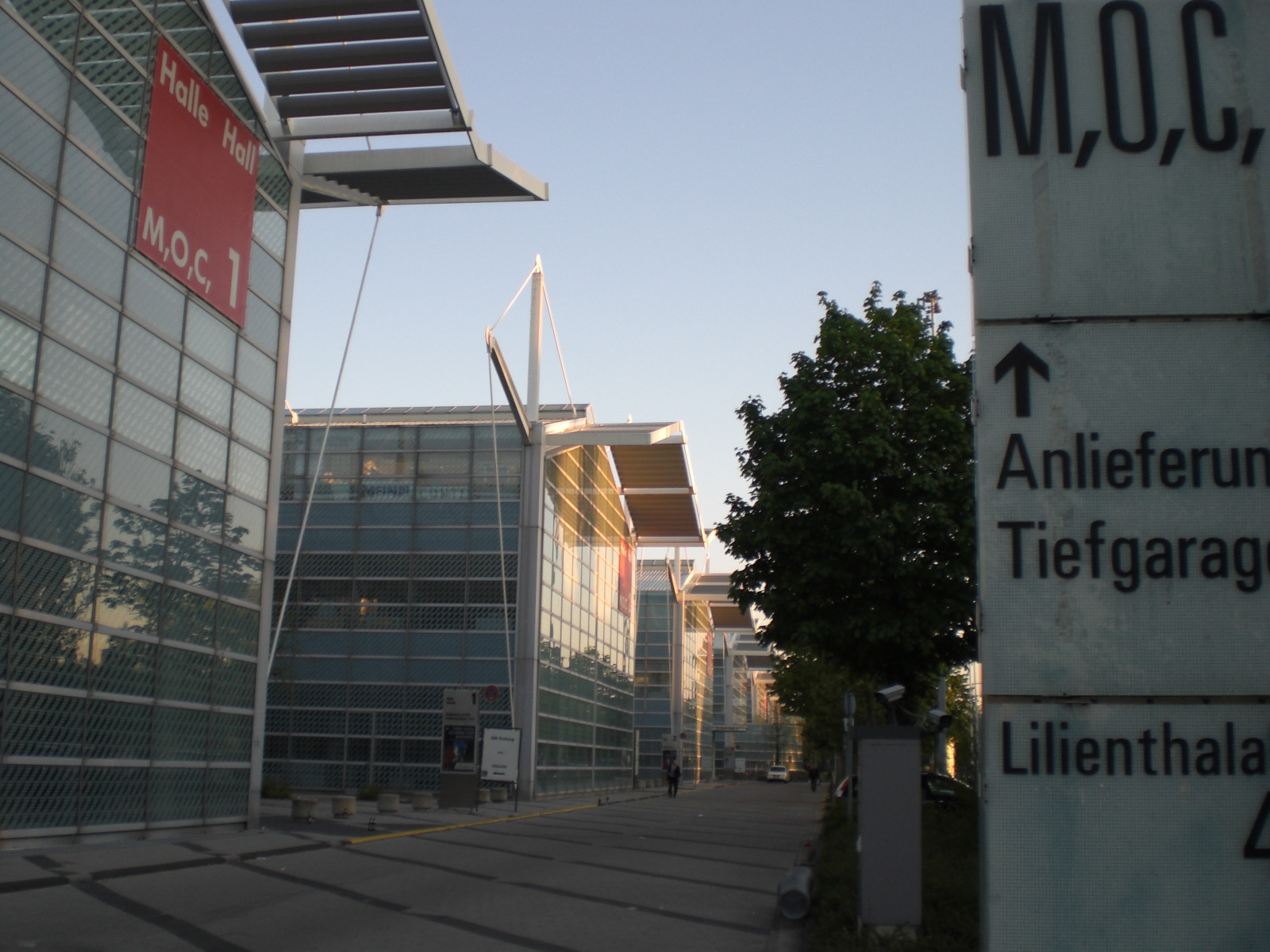
Bereich Halle 13 und 14